# Asbóth Lajos
Nemescsói  Asbóth Lajos (Keszthely, 1803. június 20. – Budapest, 1882. május 6.) honvéd ezredes, a Magyar Tudományos Akadémia levelező tagja, a bécsi titkosrendőrség besúgója. Apja Asbóth János mezőgazdász, a Georgikon igazgatója volt. Öccse, Asbóth Sándor az 1848–49-es szabadságharcban alezredes, az emigrációban amerikai tábornok, majd diplomata. Fia Asbóth János író.

## Élete
Angol eredetű magyar családban született. Édesapja nemescsói Asbóth János (1768-1823) mezőgazdász, a keszthelyi Georgicon igazgatója, édesanyja Tátrai Anna (1780-1842) volt. Tanulmányait a soproni evangélikus líceum elvégzése után 14 éves korától a bécsi hadmérnöki akadémián végezte, majd 1820-ban, 17 évesen lépett a császári hadseregbe, s 22 éven át német és olasz lovasezredekben szolgált. 1844-ben századosként nyugalomba vonult és földbérlőként Lugoson gazdálkodott.
1848 júniusától Krassó vármegyében nemzetőr őrnaggyá és a bánsági bányavidéket védő mintegy 600 fős nemzetőr egység parancsnokává nevezték ki. A hadiipari szempontból is fontos bányavidék folyamatos támadásoknak volt kitéve és december második felében a túlerő ellenében a nemzetőrök kénytelenek voltak feladni.
1848. november 17-én Asbóth Lajos Ezeres falu lefegyverzésére kivezényelte Rózsa Sándor szabadcsapatát, akik kirabolták a falut és 36 lakosát megölték. Emiatt Vukovics Sebő nemsokára feloszlatta a szabadcsapatot.
1849. január 15-étől Debrecen katonai parancsnoka, majd január 26-ától alezredesként a szerveződő 12. (tartalék) hadosztály parancsnoka volt. Hadosztályával részt vett a tavaszi hadjáratban. Érdemeket szerzett a császári hadsereg megtévesztését célzó hadműveletekben, ezért április 18-án ezredessé léptették elő és megkapta a Magyar Katonai Érdemrend III. osztályát. Buda ostromában, mint a II. hadtest egy hadosztályának parancsnoka, majd – miután Aulich Lajos betegszabadságra ment – mint a II. hadtest parancsnoka vett részt.
Az 1849. júniusi Vág melletti hadműveletekben, majd a peredi csatában a II. hadtest kiválóan szerepelt, azonban Asbóth nem a parancsok szerint irányította hadtestét, ezért Görgei leváltotta a hadtest éléről. Július 19-étől a tartalék hadtest egy hadosztálya, majd a tervezett tartalék hadtest parancsnoka lett. A fegyverletétel után halálra ítélték, majd az ítéletet 18 évi várfogságra változtatták. 1856-ban kapott kegyelmet.
|
Provokátorként részt vett a szabadságharc utáni függetlenségi szervezkedésekben. Az emigráció jelentős szerepet szánt neki egy tervezett felkelés előkészítésében. 1861-ben néhány hónapra ismét letartóztatták. 1918-ban vált ismertté, hogy ekkor a bécsi titkosrendőrség besúgója lett. Ő adta fel az Almásy Pál és Nedeczky István vezette összeesküvés résztvevőit, az árulásért pénzt is kapott, 10 000 forintot.
1862-ben megírta emlékiratait, majd 1867-ben az amerikai polgárháború történetét. Hadtudományi műveket is írt, közülük legjelentősebb a „A hadvezér és a hadtudomány alapelvei az újabbkori hadjáratok történetével felvilágosítva” című (Pest, 1863). 1863-ban a Magyar Tudományos Akadémia levelező tagjává választották. Vezérőrnagyként a Honvédegylet tagja volt. Kossuth Lajos egy 1867-ben írt levelében utólag ismerte el e rendfokozatot, tábornoki oklevelének kiadására a szabadságharc alatt nem került sor.

## Művei
- Emlékiratai... (Pest, 1862)
- A hadvezér és a hadtudomány alapelvei az újabbkori hadjáratok történetével felvilágosítva (Pest, 1863)
- Görgei (Pest, 1867)
- Az Éjszakamerikai polgárháború története (Budapest, 1875)